# Dulhan Ek Raat Ki
Dulhan Ek Raat Ki (Hindi दुल्हन एक रात की, übersetzt: Braut für eine Nacht) ist ein Hindi-Film mit Nutan, die die Rolle einer vergewaltigten Frau verkörpert. Der Film basiert auf Thomas Hardys Roman Tess von den d’Urbervilles.

## Handlung
Damit Nirmala und ihre Mutter die Schulden bezahlen können, sucht sich Nirmala einen Job. Fündig wird sie bei Ranjeet, der eine Pflegerin für seine blinde Mutter sucht. Für Nirmala scheint alles gut zu laufen: Sie hat einen Job und ist frisch verliebt in den jungen Ingenieur Ashok Kapoor.
Als Ashok geschäftlich für eine Weile verreisen muss, bricht das Unglück über Nirmala ein. Der schmierige Ranjeet hat ein Auge auf die gutherzige Nirmala geworfen. Da sie sich aber nicht seinen sexuellen Bedürfnissen beugt, vergewaltigt er sie. Nirmala wird schwanger, das Kind überlebt aber nicht.
Nirmala ist am Boden zerstört. Nach langem Überlegen, überwindet sie sich einen Brief mit den Geschehnissen an Ashok zu schreiben, obwohl sie große Angst hat, bei dem Verlust ihrer Jungfräulichkeit, Ashoks Liebe nicht mehr würdig zu sein.
In dem Glauben Ashok hätte den Brief gelesen, heiraten die beiden. Noch in der Hochzeitsnacht erreicht beide eine Eilmeldung von Bansi, Ashoks Freund. In diesem Brief ist neben Bansis Notiz auch Nirmalas Brief enthalten. Nun wird sie mit Ashoks Reaktion auf diesen Brief konfrontiert, die keine positive Aussicht für Nirmala bedeutet. Ashok kann diesen Vorfall nicht mit sich vereinbaren und verlässt seine frischgetraute Braut noch in derselben Nacht.
Nirmala, wieder auf sich alleine gestellt, findet eine Wohnung und arbeitet als Kindermädchen. In ihrer Wohnung lauert Ranjeet ihr ständig auf und versucht sie für sich zu gewinnen. Eines Abends will Ashok seine Frau um Verzeihung bitten und klopft an der Vorhoftür. Ranjeet öffnet die Türe und lässt Ashok im Glauben Nirmala lebe mit ihm zusammen.
Niedergeschlagen macht Ashok kehrt. Als Nirmala zeitgleich Stimmen hörte, ist ihr bewusst, dass Ashok bereits hier gewesen ist. Wütend rammt sie ein Messer in Ranjeets Herz und versucht Ashok noch einzuholen. Sie klärt das Missverständnis auf. Bevor sie sich ihrer Strafe stellen muss, verbringt sie die Hochzeitsnacht mit ihrem Mann.

## Musik
| Song                     | Sänger/in                        |
| ------------------------ | -------------------------------- |
| Ek Haseen Sham Ko        | Mohammad Rafi                    |
| Kisi Ka Kuchh Kho Gaya   | Mohammad Rafi                    |
| Sapnon Mein Agar Mere    | Lata Mangeshkar                  |
| Aapne Apna Banaya        | Mahendra Kapoor, Lata Mangeshkar |
| Hamara Kaha Mano         | Usha Mangeshkar, Asha Bhosle     |
| Kabhi Ae Haqeeqat        | Lata Mangeshkar                  |
| Kai Din Se Jee Hai       | Lata Mangeshkar                  |
| Maine Rang Li Aaj        | Lata Mangeshkar                  |
| Ek Haseen (Revival)      | Mohammad Rafi                    |
| Kai Din Se Jee (Revival) | Lata Mangeshkar                  |

## Kritik
„[…] "Dulhan Ek Raat Ki" liefert dem geneigten Tragödien-Fan durchaus viel Material, um sich die Zähne dran auszubeissen. Die Story selbst gehört denn auch zu den Stärken des Films, neben Nutan, Dharmendra und einigen der Songs. Auch die Bildsprache ist nicht übel, wenngleich etwas hemdsärmlig. Gleiches gilt für die Dialoge und den veränderten Schluss, der mehrere Interpretationen zulässt, aber doch nicht so richtig offen ist. Er kommt einfach mitten in einer Szene, hört eben früher auf, als der Roman. […] "Dulhan Ek Raat Ki" ist gut, aber nicht überragend.“

## Sonstiges
- Das Trio – Dharmendra, Nutan und Rehman – waren zuvor auch schon in dem Film Dil Ne Phir Yaad Kiya (1966) gemeinsam vor der Kamera.